# Mauricio Farto Parra

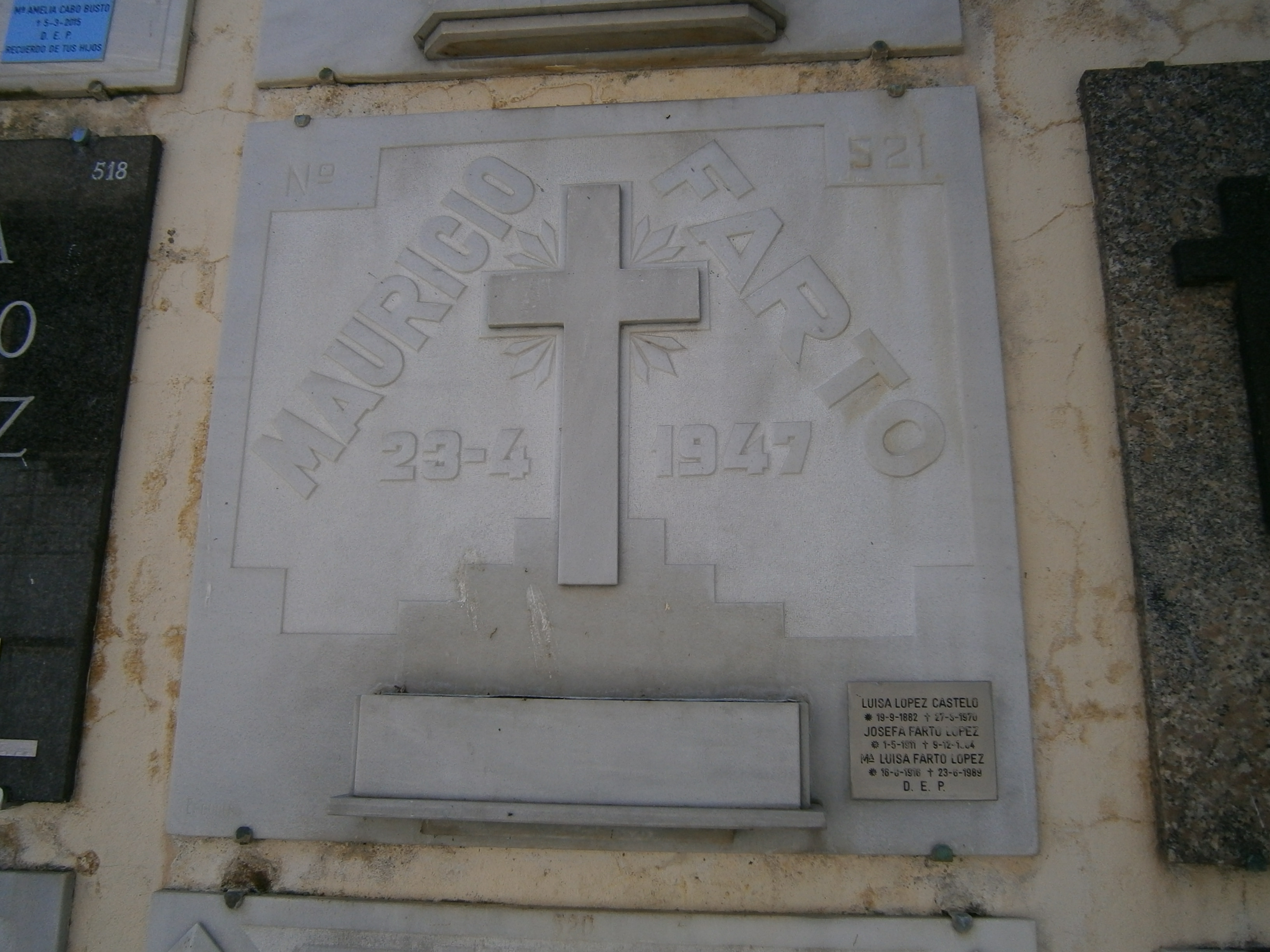
Lápida de Mauricio en A Coruña, en el cementerio de Santo Amaro

Mauricio Farto Parra (Santibáñez de Valcorba, 21 de septiembre de 1867-23 de abril de 1947) fue un músico español y académico correspondiente de la Real Academia Gallega.
Fue miembro de la Real Academia Gallega y de la de Bellas Artes de La Coruña (ingresó en ambas en 1946). Nieto de gallegos, conoció la música tradicional gallega a través de los soldados destinados en su localidad natal, Santibáñez de Valcorba (Valladolid). Sus primeros estudios musicales tuvieron lugar en La Coruña, donde ingresó en la banda del Regimiento Zamora (dirigida por José Braña). Tras abandonar el ejército, se empleó en la Audiencia Territorial, actividad que combinó con la reparación de instrumentos musicales y con una intensa labor de investigación y composición. La primera formación que creó fue la rondalla 'Blanco y Negro'. Posteriormente dirigió la coral 'El Eco' y en 1916 fundó 'Cantigas da Terra', dirigiéndola hasta 1922. También promovió los coros 'Queixumes dos pinos' y 'Saudade'. La mayor parte de sus composiciones se inspiraron en la tradición popular gallega, sobre la que investigó durante años. Es natural que Mauricio Farto no olvidara su tierra natal. Entre sus objetos personales guardaba un pequeño cuadernillo en cuya portada se lee: “Año de 1898. Valladolid. Recuerdo de las Ferias y Fiestas del 16 al 26 de septiembre. Imp. de Juan R. Hernando. Duque de la Victoria, 18”. El cuadernillo tenía una curiosa segunda parte enteramente dedicada al “Valladolid Histórico y Artístico”, ilustrada con reproducciones fotográficas del Colegio de San Gregorio, San Pablo, la Antigua, San Benito, la Catedral, la Universidad, el Hospital Provincial, la Estación del Norte, los puentes Mayor y Colgante, la Acera de Recoletos, el Palacio de Felipe II, Las Aceñas y la Plaza de Toros.